# 451
Il 451 (CDLI in numeri romani) è un anno  del V secolo.

## Eventi

### Impero romano d'Occidente
- 7 aprile — Gli Unni saccheggiano Metz.
- 20 giugno - Battaglia dei Campi Catalaunici: il generale romano Ezio comandante delle legioni romane in alleanza con i Visigoti sconfigge gli Unni e gli Ostrogoti comandati da Attila. Secondo alcuni storici la battaglia di Chalons, finisce in un "pareggio". Ma dopo la battaglia, tra 10.000 e 20.000 uomini, soprattutto unni, giacciono cadaveri sui campi Catalauni.

### Impero romano d'Oriente
- Zenone è nominato patricius.

### Asia Minore e Mesopotamia
- Battaglia di Vartanantz: l'armata armena viene sconfitta dai persiani, e muore il loro capo ribelle, San Vartan. Nonostante la sconfitta gli armeni considerano questa battaglia come una vittoria morale e religiosa, dal momento che il Re persiano, stupefatto e rispettoso dei loro sforzi e del loro sacrificio gli permise di continuare ad essere cristiani. L'anniversario è una festa nazionale e religiosa in Armenia.
- Prima canonizzazione di massa della storia. Gli armeni uccisi dai persiani nella battaglia combattuta il 2 giugno ad Avarair, oggi nell'Iran nord-occidentale, vengono canonizzati in massa dalla Chiesa armena.
- Il re sasanide Yazdegerd II abolisce con un decreto lo Shabbath e ordina l'esecuzione dei leader giudaici, includendo l'Esilarca Mar Nuna.

### Religione
- Dall'8 ottobre al 1º novembre si svolge il concilio di Calcedonia, convocato dall'imperatore d'Oriente Marciano, su richiesta di papa Leone I, a Calcedonia; segue la condanna del monofisismo e la proclamazione dell'unicità della persona di Cristo nelle due nature, oltre al primato del vescovo di Roma.
- La città di Gerusalemme diventa una sede Patriarcale del cristianesimo.
- In seguito ai risultati del Concilio di Calcedonia, le chiese dell'Egitto e le chiese di lingua siriaca si distaccano dall'ortodossia.
- Diosco di Alessandria viene deposto dalla carica di patriarca di Antiochia

### Astronomia
- 28 giugno - Decimo passaggio noto della cometa di Halley al perielio (evento astronomico 1P/451 L1).

## Nati
- Brigida d'Irlanda, religiosa e badessa irlandese († 525)
- Geilaris, sovrano vandalo († 483)

## Morti
- 26 maggio - Vardan Mamikonian, militare armeno (n. 393)
- Albino di Vercelli, vescovo e santo italiano
- Crisafio, funzionario bizantino
- Pelagia, romana (n. 429)
- Teodorico I, sovrano visigoto
- Anastasio di Tessalonica, religioso bizantino

## Calendario
| Calendario 451 | Calendario 451 | Calendario 451 | Calendario 451 | Calendario 451 | Calendario 451 | Calendario 451 | Calendario 451 | Calendario 451 | Calendario 451 | Calendario 451 | Calendario 451 | Calendario 451 | Calendario 451 | Calendario 451 | Calendario 451 | Calendario 451 | Calendario 451 | Calendario 451 | Calendario 451 | Calendario 451 | Calendario 451 | Calendario 451 | Calendario 451 | Calendario 451 | Calendario 451 | Calendario 451 | Calendario 451 | Calendario 451 | Calendario 451 | Calendario 451 | Calendario 451 | Calendario 451 |
| -------------- | -------------- | -------------- | -------------- | -------------- | -------------- | -------------- | -------------- | -------------- | -------------- | -------------- | -------------- | -------------- | -------------- | -------------- | -------------- | -------------- | -------------- | -------------- | -------------- | -------------- | -------------- | -------------- | -------------- | -------------- | -------------- | -------------- | -------------- | -------------- | -------------- | -------------- | -------------- | -------------- |
|                | 1              | 2              | 3              | 4              | 5              | 6              | 7              | 8              | 9              | 10             | 11             | 12             | 13             | 14             | 15             | 16             | 17             | 18             | 19             | 20             | 21             | 22             | 23             | 24             | 25             | 26             | 27             | 28             | 29             | 30             | 31             |                |
| Gennaio        | Lu             | Ma             | Me             | Gi             | Ve             | Sa             | Do             | Lu             | Ma             | Me             | Gi             | Ve             | Sa             | Do             | Lu             | Ma             | Me             | Gi             | Ve             | Sa             | Do             | Lu             | Ma             | Me             | Gi             | Ve             | Sa             | Do             | Lu             | Ma             | Me             |                |
| Febbraio       | Gi             | Ve             | Sa             | Do             | Lu             | Ma             | Me             | Gi             | Ve             | Sa             | Do             | Lu             | Ma             | Me             | Gi             | Ve             | Sa             | Do             | Lu             | Ma             | Me             | Gi             | Ve             | Sa             | Do             | Lu             | Ma             | Me             |                |                |                |                |
| Marzo          | Gi             | Ve             | Sa             | Do             | Lu             | Ma             | Me             | Gi             | Ve             | Sa             | Do             | Lu             | Ma             | Me             | Gi             | Ve             | Sa             | Do             | Lu             | Ma             | Me             | Gi             | Ve             | Sa             | Do             | Lu             | Ma             | Me             | Gi             | Ve             | Sa             |                |
| Aprile         | Do             | Lu             | Ma             | Me             | Gi             | Ve             | Sa             | Do             | Lu             | Ma             | Me             | Gi             | Ve             | Sa             | Do             | Lu             | Ma             | Me             | Gi             | Ve             | Sa             | Do             | Lu             | Ma             | Me             | Gi             | Ve             | Sa             | Do             | Lu             |                |                |
| Maggio         | Ma             | Me             | Gi             | Ve             | Sa             | Do             | Lu             | Ma             | Me             | Gi             | Ve             | Sa             | Do             | Lu             | Ma             | Me             | Gi             | Ve             | Sa             | Do             | Lu             | Ma             | Me             | Gi             | Ve             | Sa             | Do             | Lu             | Ma             | Me             | Gi             |                |
| Giugno         | Ve             | Sa             | Do             | Lu             | Ma             | Me             | Gi             | Ve             | Sa             | Do             | Lu             | Ma             | Me             | Gi             | Ve             | Sa             | Do             | Lu             | Ma             | Me             | Gi             | Ve             | Sa             | Do             | Lu             | Ma             | Me             | Gi             | Ve             | Sa             |                |                |
| Luglio         | Do             | Lu             | Ma             | Me             | Gi             | Ve             | Sa             | Do             | Lu             | Ma             | Me             | Gi             | Ve             | Sa             | Do             | Lu             | Ma             | Me             | Gi             | Ve             | Sa             | Do             | Lu             | Ma             | Me             | Gi             | Ve             | Sa             | Do             | Lu             | Ma             |                |
| Agosto         | Me             | Gi             | Ve             | Sa             | Do             | Lu             | Ma             | Me             | Gi             | Ve             | Sa             | Do             | Lu             | Ma             | Me             | Gi             | Ve             | Sa             | Do             | Lu             | Ma             | Me             | Gi             | Ve             | Sa             | Do             | Lu             | Ma             | Me             | Gi             | Ve             |                |
| Settembre      | Sa             | Do             | Lu             | Ma             | Me             | Gi             | Ve             | Sa             | Do             | Lu             | Ma             | Me             | Gi             | Ve             | Sa             | Do             | Lu             | Ma             | Me             | Gi             | Ve             | Sa             | Do             | Lu             | Ma             | Me             | Gi             | Ve             | Sa             | Do             |                |                |
| Ottobre        | Lu             | Ma             | Me             | Gi             | Ve             | Sa             | Do             | Lu             | Ma             | Me             | Gi             | Ve             | Sa             | Do             | Lu             | Ma             | Me             | Gi             | Ve             | Sa             | Do             | Lu             | Ma             | Me             | Gi             | Ve             | Sa             | Do             | Lu             | Ma             | Me             |                |
| Novembre       | Gi             | Ve             | Sa             | Do             | Lu             | Ma             | Me             | Gi             | Ve             | Sa             | Do             | Lu             | Ma             | Me             | Gi             | Ve             | Sa             | Do             | Lu             | Ma             | Me             | Gi             | Ve             | Sa             | Do             | Lu             | Ma             | Me             | Gi             | Ve             |                |                |
| Dicembre       | Sa             | Do             | Lu             | Ma             | Me             | Gi             | Ve             | Sa             | Do             | Lu             | Ma             | Me             | Gi             | Ve             | Sa             | Do             | Lu             | Ma             | Me             | Gi             | Ve             | Sa             | Do             | Lu             | Ma             | Me             | Gi             | Ve             | Sa             | Do             | Lu             |                |